# GAU-8 어벤저

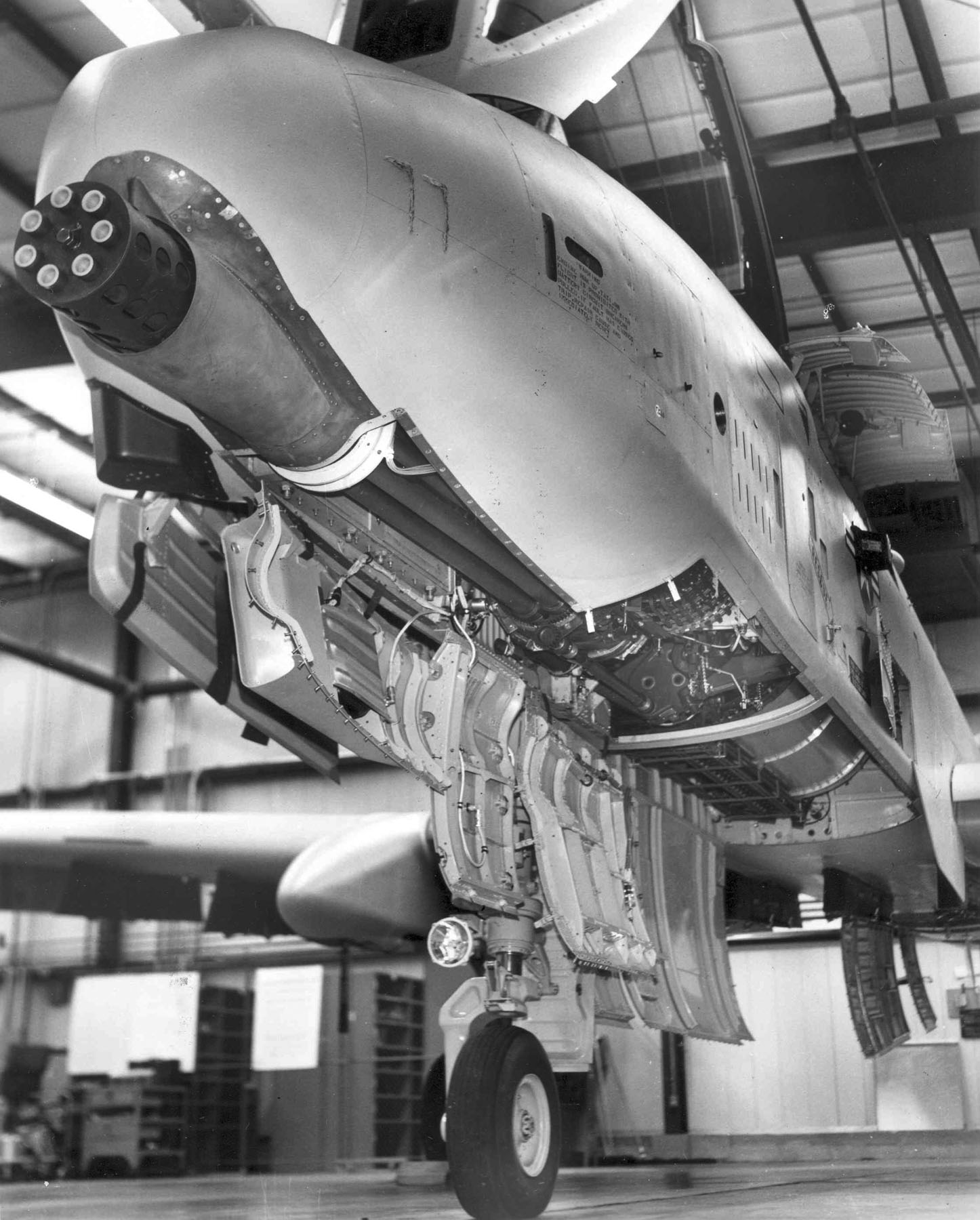
A-10 공격기에 장착된 GAU-8

GAU-8 어벤저는 기체 앞부분에 배치되어있는데 크기가 너무 커 착륙장치가 결국 자리를 내주고 오른쪽에 착륙장치가 배치되었다.

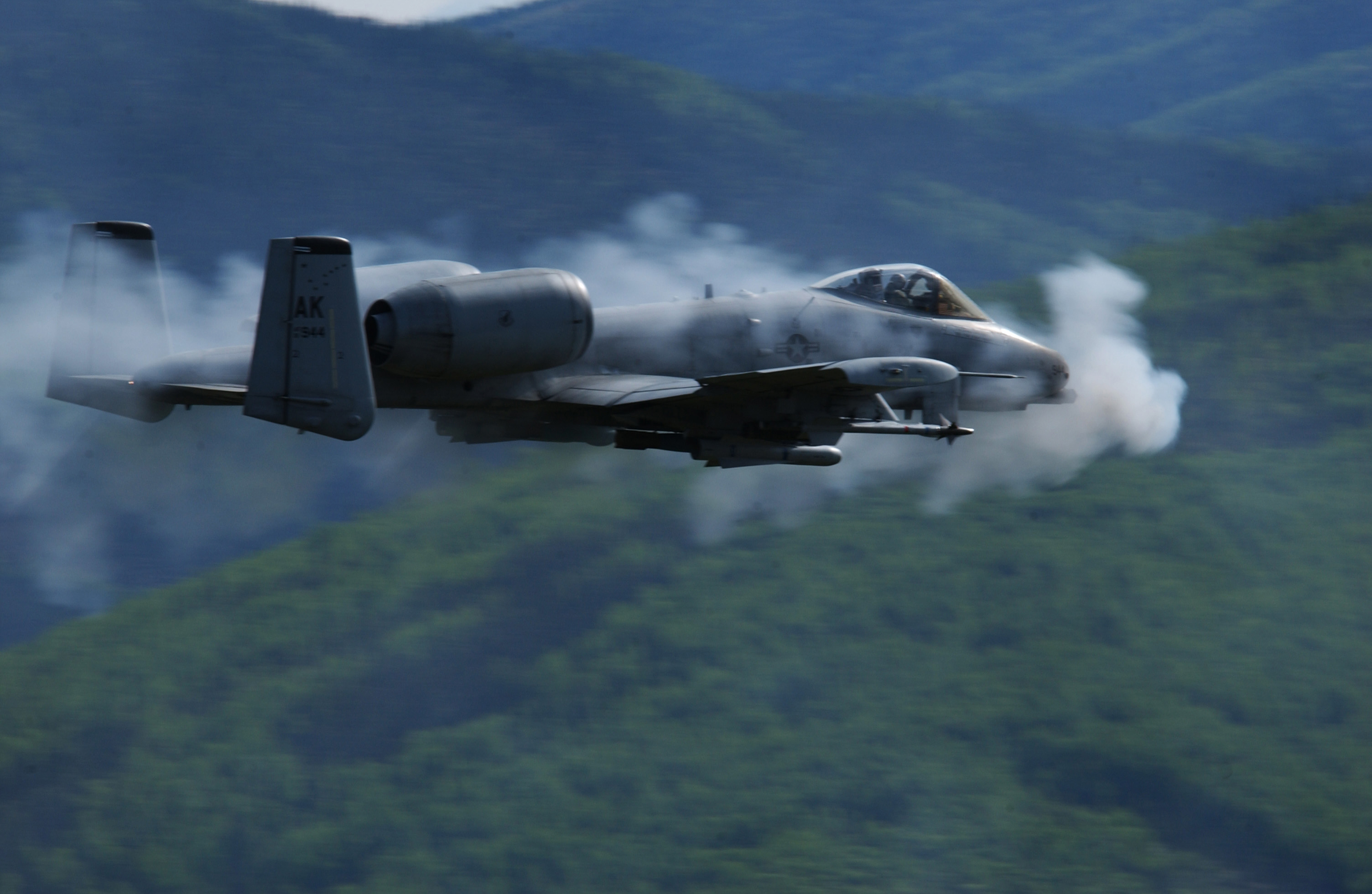
GAU-8 기관포를 발사중인 A-10 공격기

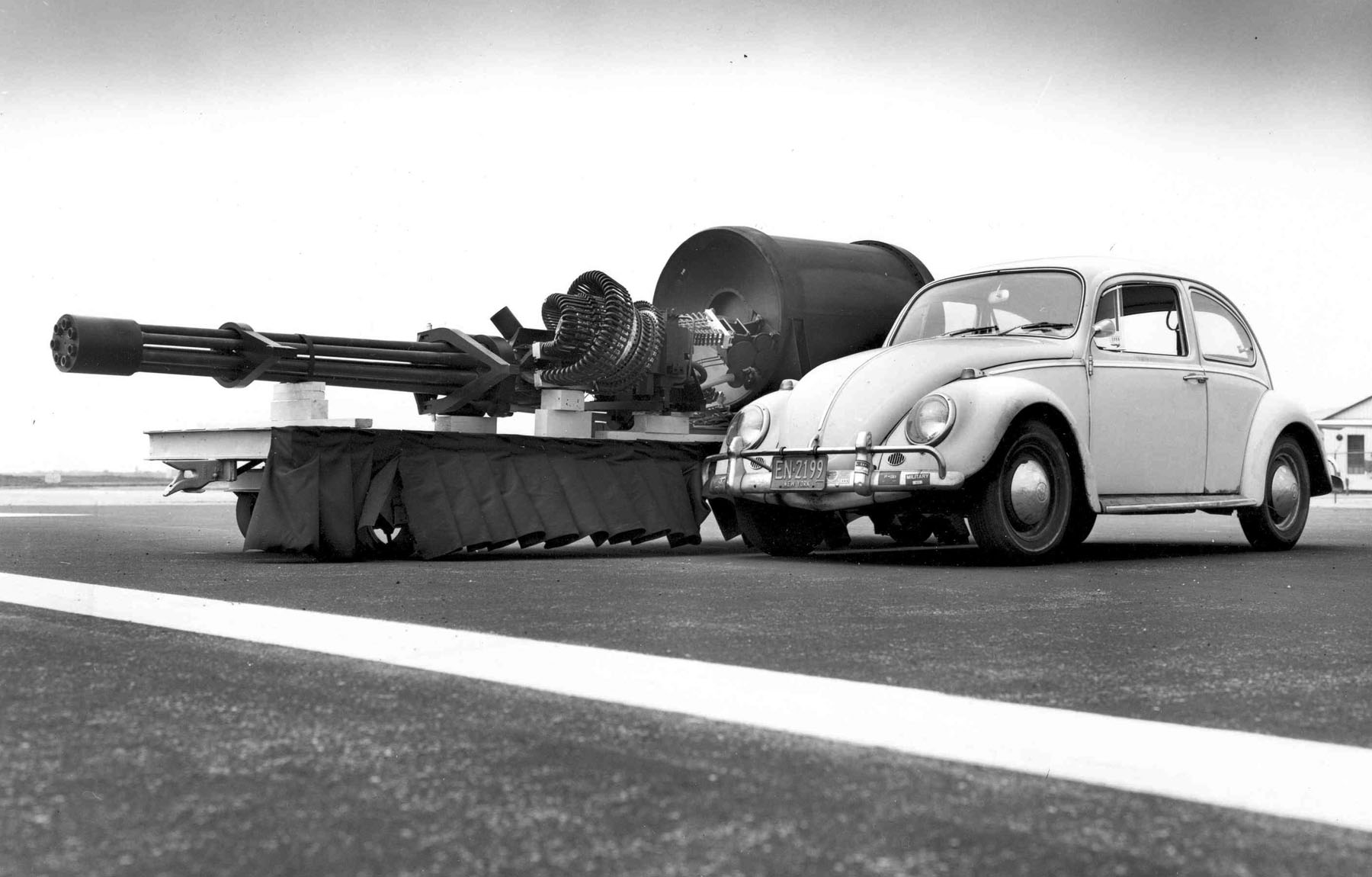
폭스바겐 비틀과 GAU-8의 크기비교

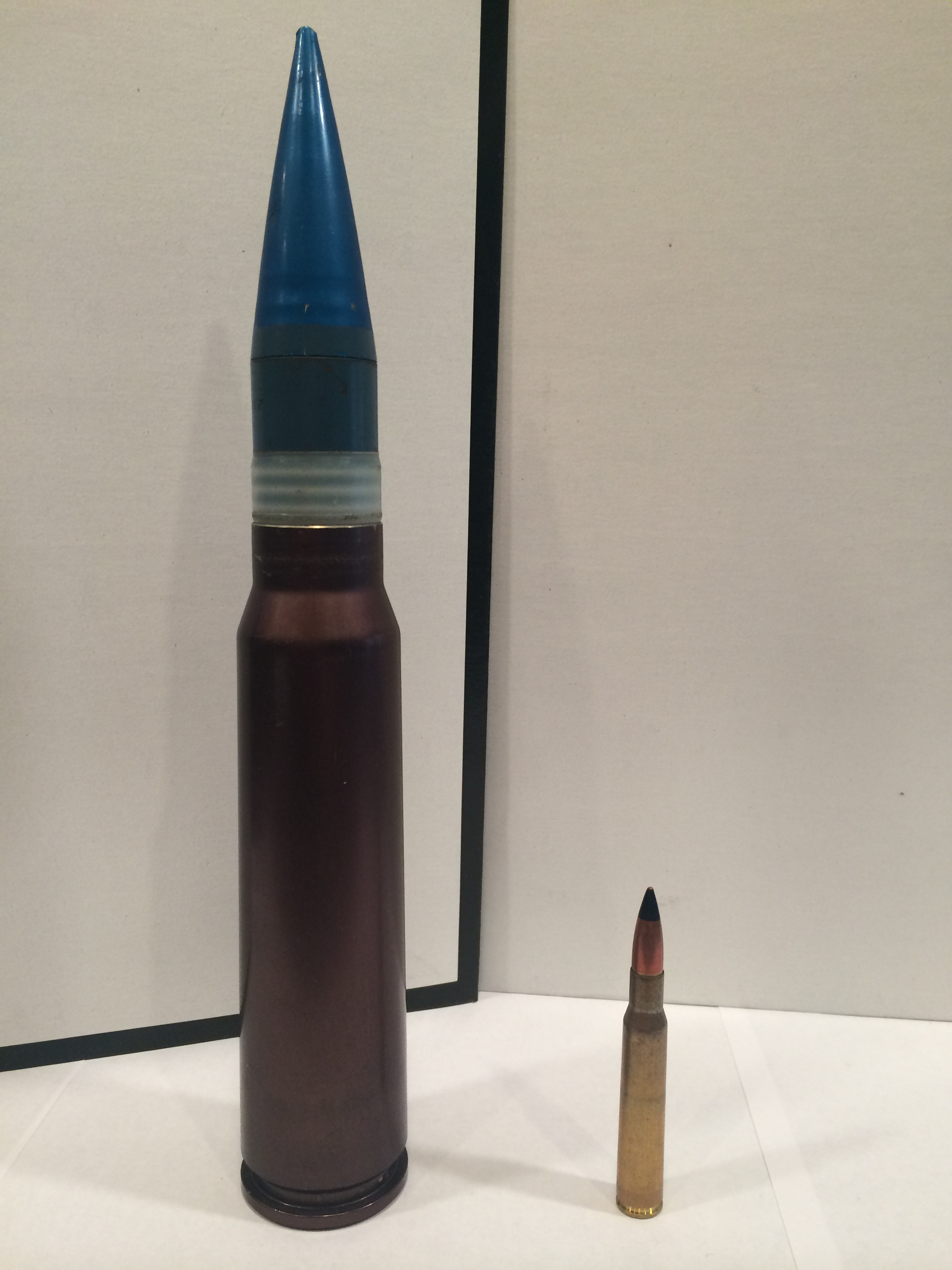
보병용 7.62 mm 탄약과 크기비교

GAU-8 어벤저는 미국 제너럴 일렉트릭이 개발한 30 mm 7배럴 개틀링포를 말한다.
이 기관포가 비행중 격발될 때 반동때문에 속도가 느려질정도라고 한다.

## 역사
미국 공군 최초로 근접항공지원만 할 수 있도록 만들어진 A-10 선더볼트 II 공격기의 기관포로 개발되었다. 1970년 기관총의 제원을 결정했다. GAU-8는 A-10 선더볼트 II와 함께 1977년 실전배치되었다. 최대 1,350발의 탄약을 탑재한다. GAU-8로 어떠한 한 지역을 타깃으로 공격 할 시에는 그 지역을 쑥대밭으로 만드는 위력을 보여준다.
러시아 공군은 30 mm 6배럴 개틀링포인 GSh-6-30을 Su-25TM 공격기에 장착했었다가, 구형에 쓰던 30 mm 2배럴 GSh-30-2 기관포로 다시 교체했다. 북한은 구형 Su-25 공격기 30대를 보유중이만, Su-25TM 모델은 아니다. 러시아 전투기, 미사일에서 보통 M은 Modernizirovannyi, 모던, 최신형 디지털 모델을 뜻한다. 러시아 공군은 2008년에 Su-25TM 8대를 최초로 실전배치했다.

## 제원
- 정확도: 고도 1,200 m에서 GAU-8 기관포를 발사하면 12 m 원에 80%가 명중한다.
- 유효사거리: 1,220 m
- 최대사거리: 3,660 m
- 탄약:
  - PGU-14/B API Armor Piercing Incendiary (DU), 철갑탄
  - PGU-13/B HEI 고폭탄
  - PGU-15/B TP 훈련탄

- 관통력: BHN-300 RHA 강철판에 30도 각도로 철갑탄 발사시
  - 300 m 거리에서 76mm 두께 관통
  - 600 m 거리에서 69mm 두께 관통
  - 800 m 거리에서 64mm 두께 관통
  - 1,000 m 거리에서 59mm 두께 관통
  - 1,220 m 거리에서 55mm 두께 관통

## 같이 보기
- GAU-13 - 모든 전투기에 장착가능한 기관포 포드. 30 mm 4배럴 개틀링포. 그러나 정확도가 매우 낮다